# Allan N. Schore

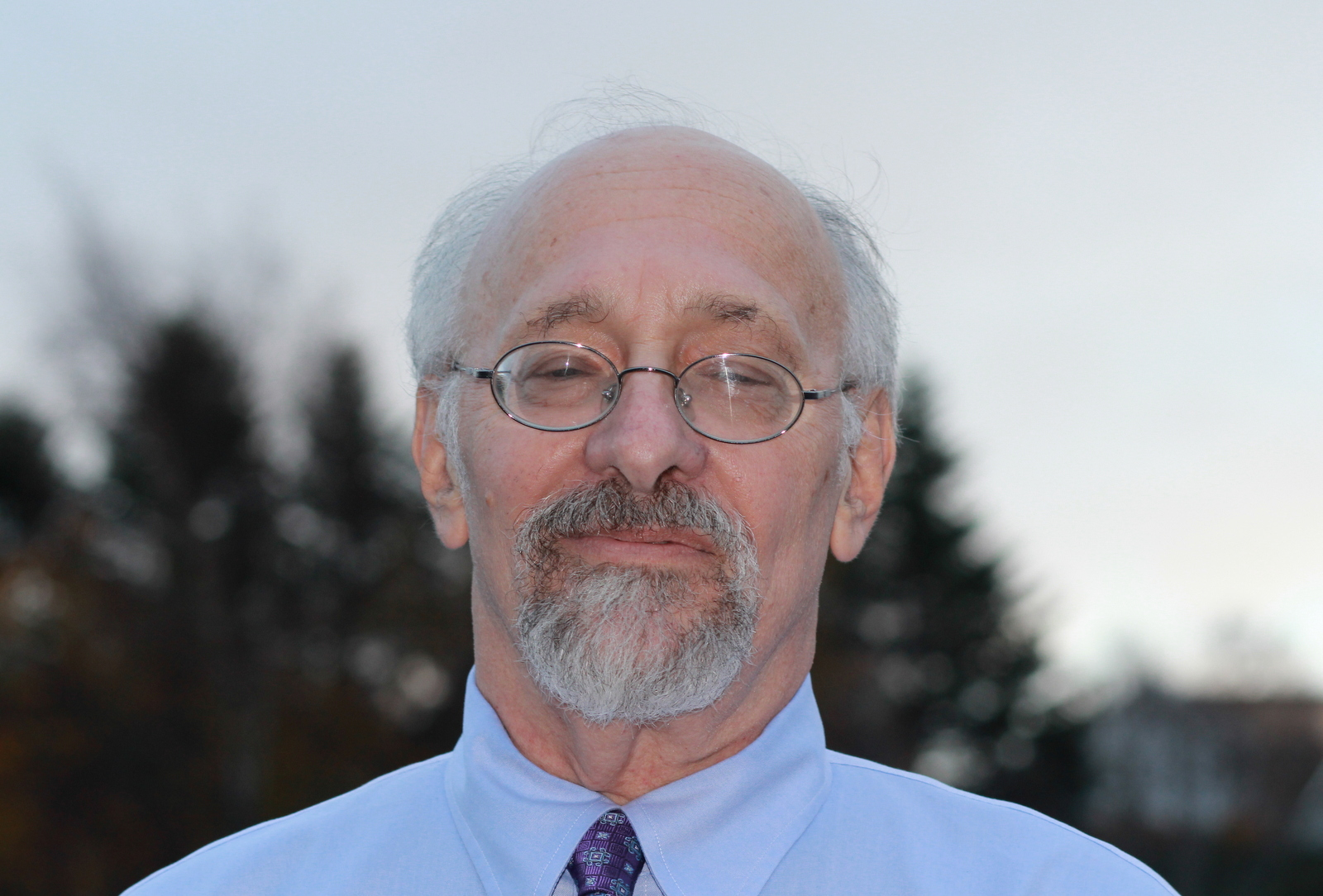
Allan N. Schore, 2013

Allan N. Schore (* 20. Februar 1943 in New York) ist ein US-amerikanischer Psychologe und Psychoanalytiker. Er ist Professor für Psychiatrie und Bioverhaltenswissenschaften an der University of California, Los Angeles.

## Leben
Schore war der Sohn eines Ingenieurs und einer Hausfrau. Er schloss die High School 1960 ab und begann an der University of Rochester ein Studium. Dort wurde auch sein Interesse für Psychologie geweckt. Danach begann er ein Graduiertenstudiengang auf der University of Pittsburgh, was er 1970 mit der Dissertation über „The Effekt of Various Cognitive Sets on Cognitive Tasks“ abschloss. Dort lernte er auch seine spätere Frau Judy kennen. Mit seiner Dissertation begann er auch eine Ausbildung an der Pittsburgh Child Guidance Clinic, wo er Kinder psychologisch testete. Später machte er ein Praktikum an der Detroiter Lafayett Clinic. Später besuchte er die Vorlesungen von Humberto Nagera, der an der Hampstead-Klinik lehrte und ein Protege von Anna Freud war.
Bis 1980 war er Chefpsychologe der Kaisers Permanent Medical Group, wo er in der Neuropsychiatrischen Abteilung arbeitete. 1980 verließ er diese Position und eröffnete eine Privatpraxis. Während dieser Zeit schloss er auch eine Psychoanalyse ab. In weiteren zehn Jahren vertiefte er seine Studien im privaten Rahmen. 1990 begann er damit erste Veröffentlichungen in psychologischen und psychoanalytischen Fachzeitschriften zu schreiben. Diese Schriften befassten sich mit der Reintegration der Neurowissenschaften in die Psychoanalyse. 1994 wurde sein richtungsweisendes Buch „Affect Regulation and the Origin of the Self: The Neurobiology of Emotional Development“ veröffentlicht. Seit 1996 ist er Professor an der University of California, Los Angeles.

## Forschungsschwerpunkt
Seine Forschung auf dem Gebiet der frühen emotionalen Entwicklung von Kindern und die Bedeutung dieser Entwicklung für die psychische Gesundheit haben große Auswirkungen auf die moderne Neuropsychologie und Psychoanalyse. Hierbei greift er Entwicklungen auf, die aus unterschiedlichen Forschungsrichtungen stammen. Er verbindet Erkenntnisse aus der Säuglings- und Kleinkindforschung, der Neurobiologie, der Bindungsforschung und der Entwicklung des Selbst.
In seinem Werk zeigt Schore auf, dass es Verbindungen zwischen dem Feld psychologischer Bindungs- und Interaktionsforschung sowie dem Feld der Neurobiologie gibt. Beide Disziplinen ergänzen sich und führen zu einer erweiterten Sicht auf die emotionale Entwicklung des Menschen. Seine Forschungen haben zu neuen Erkenntnissen, insbesondere auf dem Gebiet der Psychoanalyse und Neuropsychoanalyse geführt. Schore zeigt auf der Grundlage neuer Erkenntnisse auf diesem Gebiet auf, wie zukünftige psychotherapeutische Konzepte auf der Grundlage interdisziplinärer Forschung optimiert werden können.

## Wissenschaftliche Aktivitäten
Schore ist neben seiner Professur Mitglied in unterschiedlichen psychologischen und medizinischen Vereinigungen.
- Institute for Contemporary Psychoanalysis in Los Angeles.
- Southern California Psychoanalytic Institute in Los Angeles.
- Santa Barbara Graduate Institute. Dort in der „Teaching Faculty, doctoral programs of Pre- and Perinatal Psychology and Somatic Psychology“ in Santa Barbara.
- Foundation for Psychocultural Research - UCLA Center for Culture, Brain, and Development.
- University of Sydney, Faculty of Science, School of Psychology.
- Reiss-Davis Child Study Center. Dort hat er den Fourth Edna Reiss-Sophie Greenberg Chair inne.

## Ehrungen
- 2008: American Psychological Association Division of Psychoanalysis Scientific Award
- 2007: Group Psychotherapy Association of Southern California VIDA Award
- 2005: Reiss-Davis Child Study Center Edna Reiss-Sophie Greenberg Chair

## Schriften (Auswahl)
- Affect Regulation and the Origin of the Self. The Neurobiology of Emotional Development. Erlbaum Press, Hillsdale, N.J. 1994, ISBN 0-8058-1396-9.
- Affect dysregulation & disorders of the self. Norton, New York 2003

1. Hauptband, ISBN 0-393-70406-8.
2. Affect regulation and the repair of the self, ISBN 0-393-70407-6.

- Affektregulation und die Reorganisation des Selbst (Affect regulation and the repair of the self, 2003). 2. Aufl. Klett-Cotta, Stuttgart 2009, ISBN 978-3-608-94439-6.